# 長崎燈會

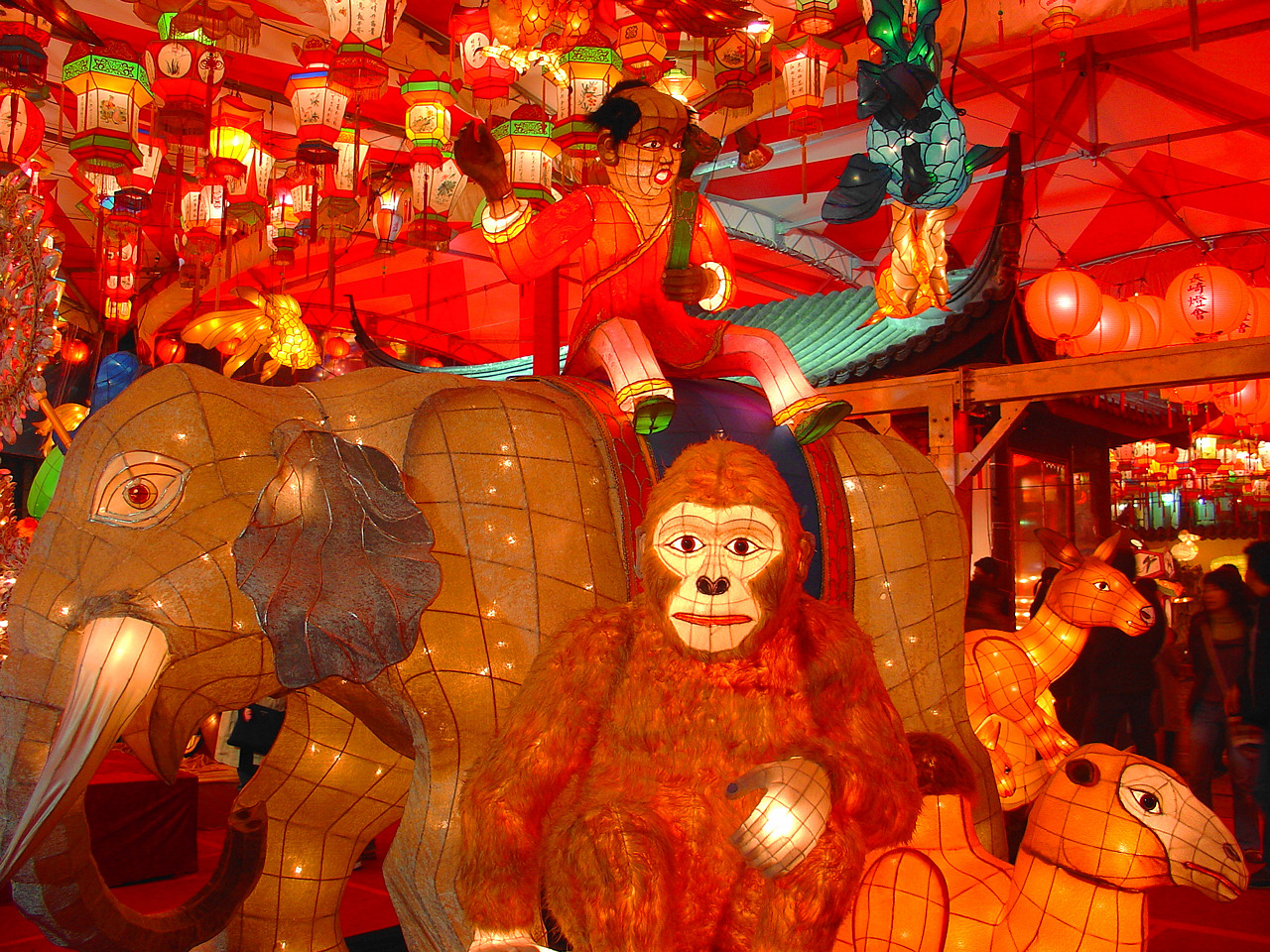
2007年在主會場湊公園內的燈籠

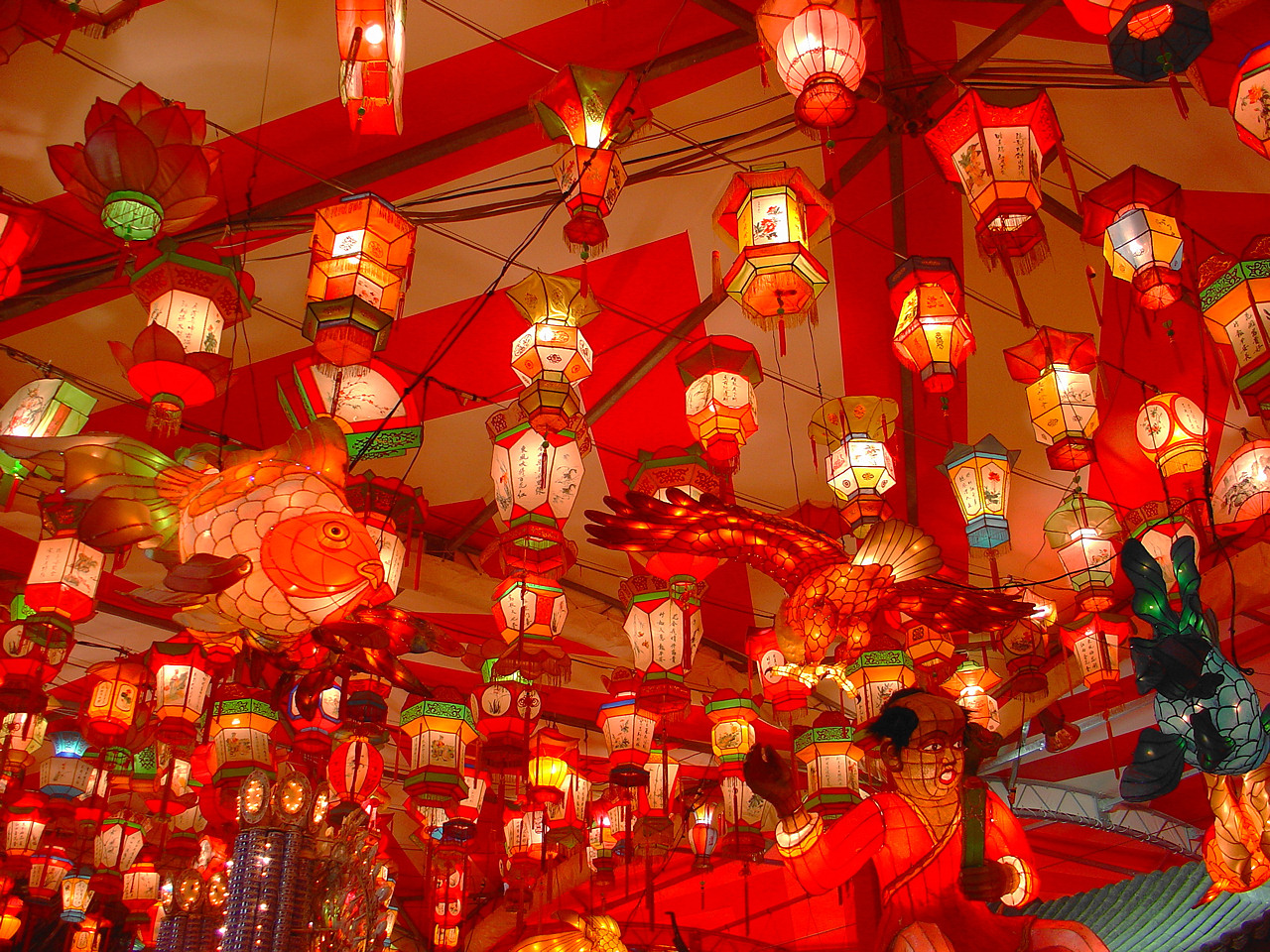
會場中懸掛的燈籠

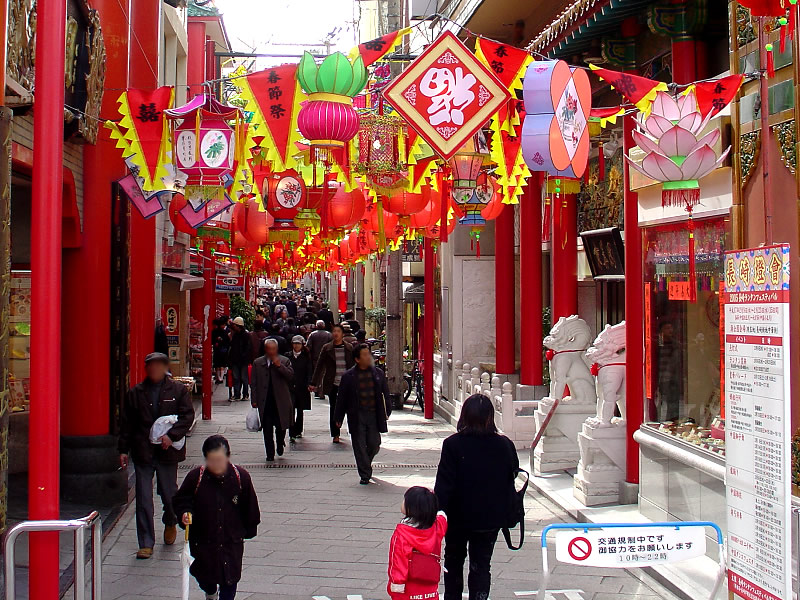
2005年新地中華街的布置

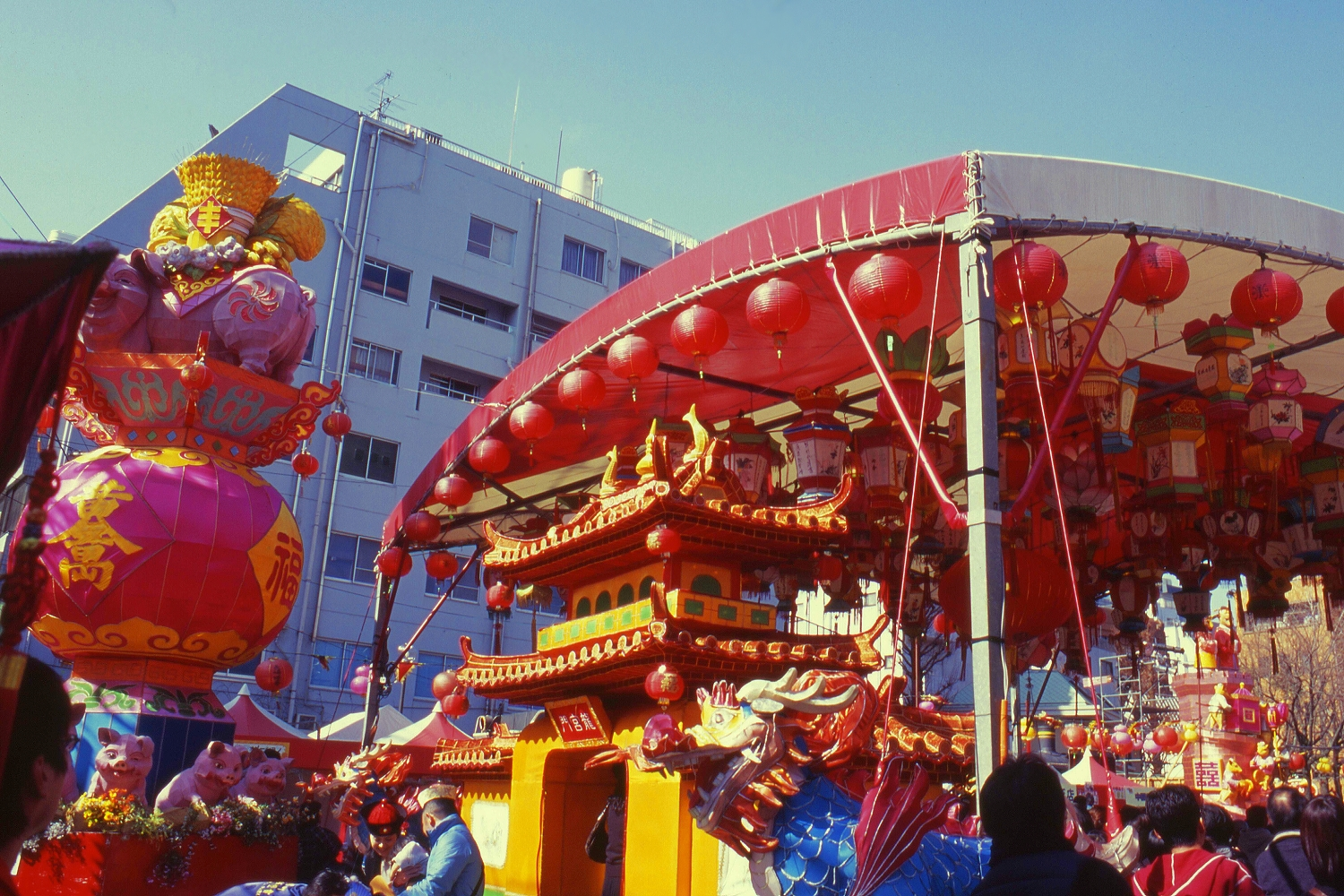
2010年中央公園會場的布置

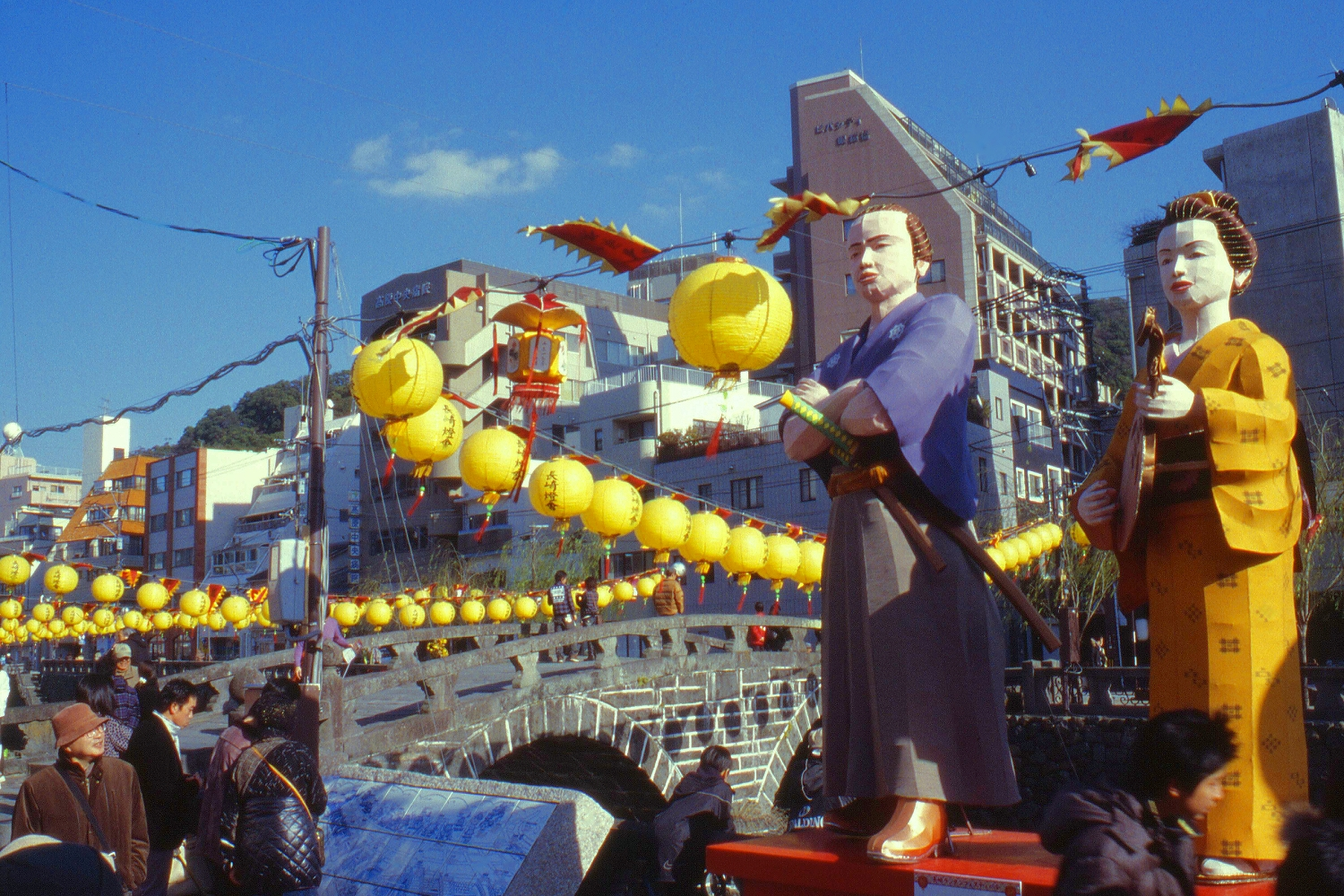
2010年中島川公園的布置

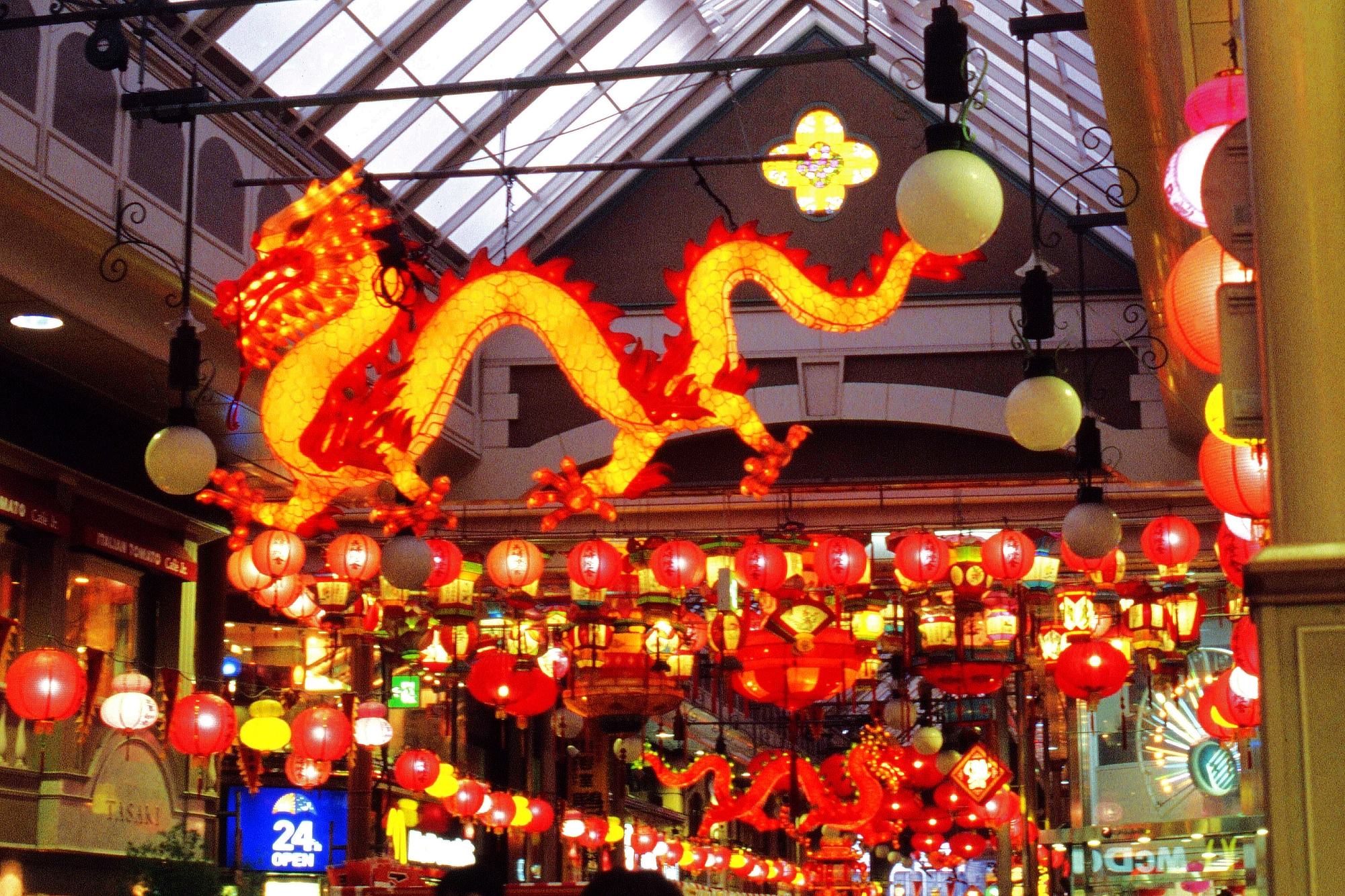
2010年濱町會場的布置

長崎燈會（日语：長崎ランタンフェスティバル），又譯為長崎燈籠節，是每年農曆1月1日至1月15日（春節）期間，於日本長崎縣長崎市舉辦的節慶活動。

## 概要
1986年長崎新地中華街完成了四個出口的牌樓後，中華街振興組合為了刺激觀光，決定用以燈籠為主題，在春節至元宵節期間舉辦「燈籠祭」的活動，並自1987年的春節開始舉辦。
由於燈籠祭的活動確實收到了成效，1994年長崎市政府決定將燈籠季作為長崎市發展策略的一個項目，將其改名為「長崎燈會」，並將規模擴大至整個長崎市的市區，以「重新發現長崎的異國－CHINA」為主題，以新地中華街為主，在市區內掛滿約1萬5千個紅色燈籠，並在舉辦點燈儀式時配合舞龍舞獅的演出。
活動的規模逐年擴大，在2008年的活動中，包括長崎市政府支付的活動費用及各民間單位的贊助費用，合計已超過1億日圓。
2018年燈會活動中的皇帝出巡，更請到了長崎市出身的偶像藝人長濱禰留擔任皇后的角色，這一年的燈會活動也創下106萬人次參觀的紀錄。
2019年則和漫畫《王者天下》合作，在長崎孔子廟會場展出《王者天下》電影的服裝及銷售相關產品。

## 活動內容
- 春節禮祭（點燈儀式）
- 皇帝出巡：在活動期間的週六，由名人扮演皇帝及皇后（清朝樣式裝扮）搭乘轎子，並在約150名隨從人員在市區內遊行。[6]
- 媽祖出巡：在活動期間的週日，重現過去媽祖像由來自中國的船隻進入長崎港，並迎至興福寺媽祖堂及唐人屋敷內天后堂的隊伍。
- 胡弓演奏
- 中國雜技團演出

## 主要會場
- 長崎新地中華街、湊公園（主會場）
- 中央公園
- 唐人屋敷
- 興福寺
- 鍛冶市商店街
- 濱町（日语：浜町_(長崎市)）（濱町拱廊（日语：浜町アーケード））
- 長崎孔子廟：媽祖出巡的出發場地。

其他在中島川公園、崇福寺、長崎車站都會有燈籠裝飾。

## 外部鏈結
- （日語） 官方网站
- （日語） 長崎燈會 長崎市觀光網站「at Nagasaki」特設網頁 （页面存档备份，存于）
- （日語） 長崎燈會 孔子廟會場特設網頁 （页面存档备份，存于）
- （日語） 王者天下×2019長崎燈會 （页面存档备份，存于）